# Manzanillo (Costa Rica)
Manzanillo è un distretto della Costa Rica facente parte del cantone di Puntarenas, nella provincia omonima.